# Tony James
Tony James (Shepherd's Bush, 12 aprile 1958) è un bassista e chitarrista britannico.
È stato il bassista dei gruppi Generation X e Sigue Sigue Sputnik.

## Biografia
Iniziò la sua carriera nei London SS (1975-1976) insieme a Brian James (successivamente nei Damned) e Mick Jones e Terry Chimes (Jones e Chimes faranno parte successivamente dei Clash).
Abbandonati i London SS nel 1976, James si unì ai Chelsea, gruppo il cui nucleo diede successivamente vita ai Generation X. I Chelsea comprendevano oltre a James, Billy Idol (chitarra), John Towe (batteria) e Gene October (voce). La permanenza nei Chelsea durò ben poco però. James infatti lasciò il gruppo insieme a Billy Idol e a John Towe per formare i Generation X, uno dei gruppi punk rock inglesi più noti degli anni settanta. Con i Generation X, James militerà dal 1976 al 1981. Successivamente, dopo aver collaborato per il pezzo Russian Roulette dei Lords of the New Church di Stiv Bators ed aver prodotto un album dei Sex Gang Children, formerà nel 1984 il gruppo glam punk Sigue Sigue Sputnik, insieme al disegnatore di moda Martin Degville (voce). I Sigue Sigue Sputnik si scioglieranno nel 1990, salvo poi riformarsi nel 1995 dopo aver scoperto casualmente frugando nella neonata Internet un numero enorme di siti dedicati ai s.s.sputnik. Fu allora che Tony, ex studente di ingegneria elettronica e discreto programmatore, rispolverò gli "antichi testi universitari" per dedicarsi alla creazione di un sito ufficiale, non prima di aver ricontattato Martin Degville e Neal X.    Nel 2003 Martin lascia i Sigue per lavorare in proprio dopo una causa intentata dallo stesso nei confronti di James per i diritti sul nome Sigue Sigue Sputnik, causa che perderà dovendosi accontentare dell'utilizzo della sola parola "Sputnik" a cui aggiungerà il "2" finale.
Nel 1990 entrerà a far parte dei Sisters of Mercy, e parteciperà alle registrazioni dell'album Vision Thing ed al successivo tour del gruppo. Ma la permanenza con i Sister of Mercy durerà l'arco di un anno. James infatti lascerà il gruppo nel 1991.
Recentemente James ha riformato i Sigue Sigue Sputnik, e si è unito a Mick Jones nel gruppo Carbon/Silicon, nel quale suona la chitarra.